# Номерні знаки Марокко

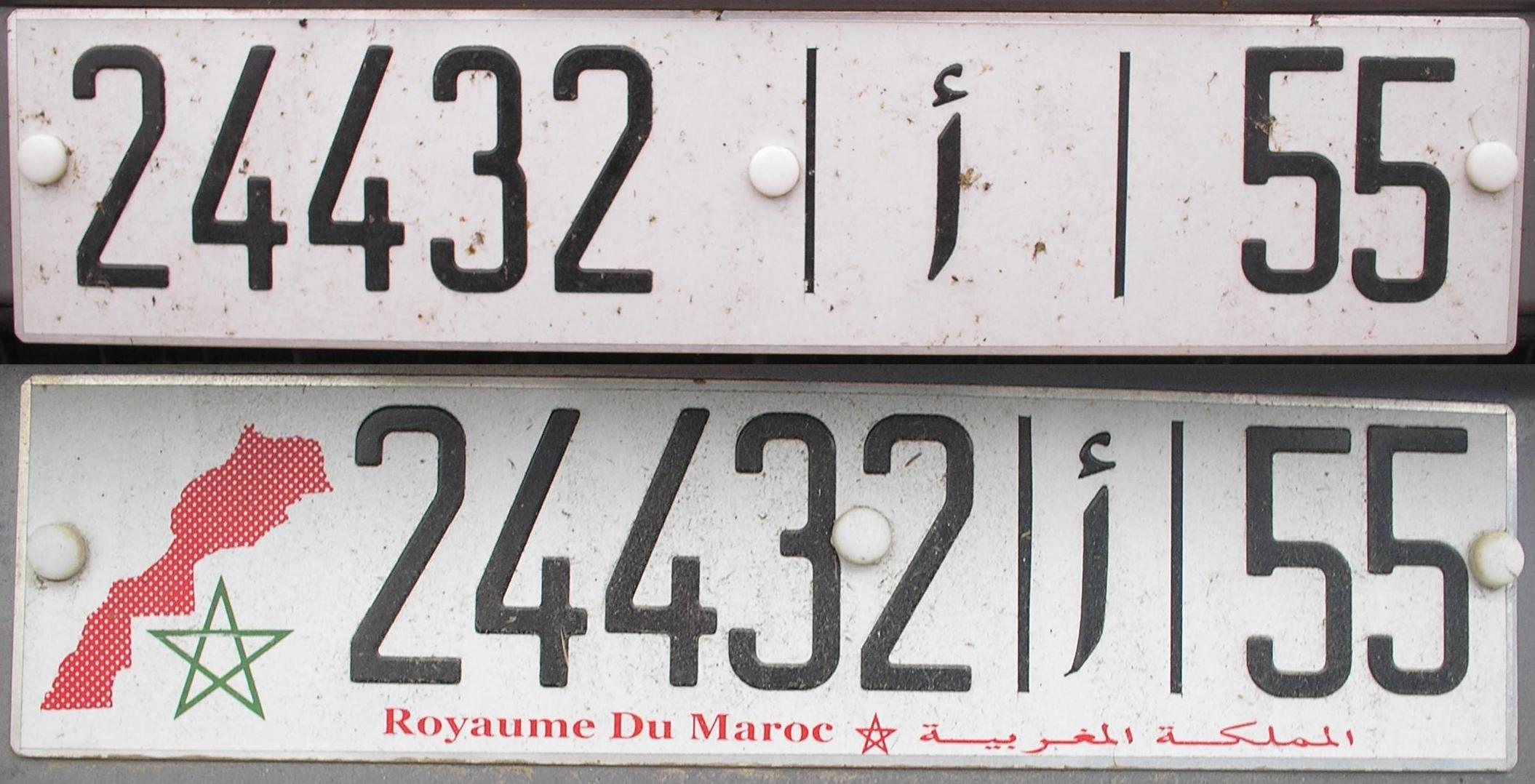
Передній і задній регулярні номерні знаки. Аль-Джадіда

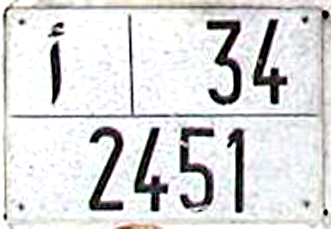
Дворядковий номерний знак. Інізгані

Код Марокко для міжнародного руху ТЗ — (МА).

## Регулярні номерні знаки
Чинну схему регулярних номерних знаків Марокко запроваджено в 2000 році. Вона нагадує французьку систему FNI і має формат 12345|А|67, де 12345 — порядковий номер (1-5 цифр), А — серія (арабська літера), 67 — код регіону (1-2 цифри). Регулярні пластини мають біле тло з чорними знаками.
Літери, що можуть використовуватися на номерних знаках
- أ — А
- ب — В
- د — D
- هـ — H
- و
- ح
- ط
- ي
- ك
- ل
- م
- ن
- ص
- ع
- ف
- ر
- س

Для міжнародного руху арабські літери повинні дублюватися латинкою.

### Регіональне кодування
- Область Ар-Рабат Сале Заммур Зааїр
  - 1 — Рабат
  - 2 — Сале
  - 3 — Сале Аль-Джадіда
  - 4 — Схірат-Тімара
  - 5 — Аль-Хіміссат
- Область Велика Касабланка
  - 6 — Анфа
  - 7 — Айн Ас-Сібаа і Аль-Хай Аль-Мухамміді
  - 8 — Аль-Хай Аль-Хассані і Айн Аш-Шук
  - 9 — Бін Мсік і Мідіуна
  - 10 — Мулай Рашид і Сіді Отмане
  - 11 — Аль-Фідаа і Марс Ас-Султан
  - 12 — Мішвар
  - 13 — Сіді Бурнусі і Зіната
  - 14 — Аль-Мухаммідія
- Область Фес Бу Ламан
  - 15 — Дждід і Дар-Дбібаг
  - 16 — Мідіна
  - 17 — Зуага і Мулай Якуб
  - 18 — Сіфру
  - 19 — Бу Ламан
- Область Мікнас Тафілалят
  - 20 — Мінзах
  - 21 — Ісмаїліт
  - 22 — Аль-Хаджаб
  - 23 — Іфран
  - 24 — Хініфра
  - 25 — Ар-Рашиді
- Область Марракеш Тансіфт Аль-Хауз
  - 26 — Мінера
  - 27 — Мідіна
  - 28 — Сіді Юсуф Бін Алі
  - 29 — Аль-Хауз
  - 30 — Шишава
  - 31 — Киляа Ас-Срагна і Бін Джурір
  - 32 — Ас-Суурія
- Область Сус Маса Драа
  - 33 — Агадір Іда-Утанані
  - 34 — Інізгані
  - 35 — Штука Айт-Баха
  - 36 — Тарудант
  - 37 — Тізніт
  - 38 — Варзазат
  - 39 — Загора
- Область Танжер-Тетуан
  - 40 — Танжер Асіля
  - 41 — Аль-Фахс Анджря
  - 42 — Аль-Араїш і Аль-Ксар Аль-Кібір
  - 43 — Шифшаун
  - 44 — Тетуан
- Область Таза-ель-Хосейма-Таунат
  - 45 — Аль-Хосійма
  - 46 — Таза
  - 47 — Тавнат
- Східна область
  - 48 — Уджда Анкад
  - 49 — Біркані
  - 50 — Ан-Надур
  - 51 — Таурірт
  - 52 — Джирада
  - 53 — Фікік
- Область Дукала-Абда
  - 54 — А-Сафі
  - 55 — Аль-Джадіда (Мазаган)
- Область Аш-Шавія Урдіга
  - 56 — Сеттат
  - 57 — Хурібга
  - 58 — Бінсліман
- Область Аль-Гарб Шрарда Біні Хсін
  - 59 — Аль-Канітра
  - 60 — Сіді Касім
- Область Тадла Азіляль
  - 61 — Біні Мілляль
  - 62 — Азіляль
- Область Гульмім Ас-Смара
  - 63 — Смара
  - 64 — Гульмім
  - 65 — Тантан
  - 66 — Тата
  - 67 — Асса Аз-Заг
- Область Аль-Аюн Будждур Ас-Сакія Аль-Хмара
  - 68 — Ель-Аюн
  - 69 — Будждур
  - 70 — Ваді Аз-Захаб Лагуїра
  - 71 — Аусрід
- Додаткові коди
  - 72 — Айн Аш-Шук (Касабланка)
  - 73 — Нуасер і Тамаріс (Касабланка)
  - 74 — Мідіна (Касабланка)
  - 75 — Аль-Мдік і Аль-Фнідік (Танжер-Тетуан)
  - 76 — Мідар Ад-Дріуш (Східна область)
  - 77 — Джурсіф (Таза-ель-Хосейма-Таунат)
  - 78 — Узан (Танжер-Тетуан)
  - 79 — Сіді Сліман (Аль-Гарб Шрарда Біні Хсін)
  - 80 — Мідільт (Мікнас Тафілалят)
  - 81 — Біррішид (Аш-Шавія Урдіга)
  - 82 — Сіді Біннур (Дукала-Абда)
  - 83 — Бін Джурір (Марракеш Тансіфт Аль-Хауз)
  - 84 — Аль-Фкія Бін Салах (Тадла Азіляль)
  - 85 — Аль-Юсуфія (Дукала-Абда)
  - 86 — Тінгір (Сус Маса Драа)
  - 87 — Сіді Іфні (Сус Маса Драа)
  - 88 — Тарфая (Аль-Аюн Будждур Ас-Сакія Аль-Хмара)

## Інші формати

### Номерні знаки причепів
| 1234-56 |

Причепи вагою понад 750кг (для дорожнього руху, а також для сільськогосподарських потреб та для потреб лісозаготівлі) мають номерні знаки формату 1234-56, де 1234 — порядковий номер (1-4 цифри), 56 — цифрова серія без додаткових значень. Цей тип номерних знаків має червоне тіло та сріблясті символи.

### Тимчасові номерні знаки
| 123456WW |

| 12345W18 |

Тимчасові номерні знаки можуть мати серію WW або серію W18:
- WW — номерні знаки, що видаються продавцем покупцю при придбанні ТЗ, який підлягає подальшій реєстрації. Формат 123456WW, чорні символи на білому тлі. Цифровий інтервал для цього типу номерних знаків 001000 — 999999.
- W18 — демонстраційні номерні знаки для ТЗ, що продаються у автомобільних дилерів. Формат 12345W18, червоні символи на білому тлі. Цифровий інтервал для цього типу номерних знаків 001 — 99999.

### Державні номерні знаки

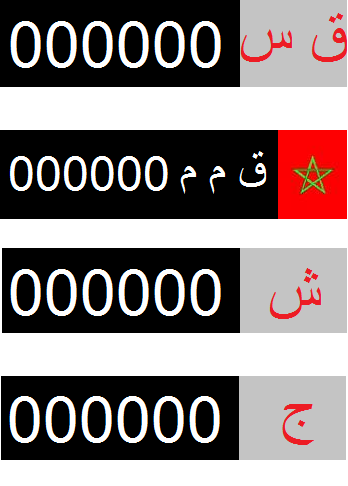
Державні номерні знаки

Номерні знаки урядових організацій та силових відомств мають формат 123456 (білі символи на чорному тлі). В правому боці пластини на білому тлі розташовується відповідний знак або літерна позначка відомства:
- الدرك  — Жандармерія
- المغرب  — Уряд
- ج  — Муніципальна поліція
- ش  — Поліція
- ق س  — Допоміжні служби Збройних Сил
- ق م م  — Допоміжні служби Збройних Сил
- وم  — Цивільна Оборона
- ھ ٲ  — Червоний Півмісяць

Урядові номерні знаки мають біле тло та чорні символи, формат 123-45, де 123 — номер, 45 — код:
| 123-98 |

- 96 — Органи місцевої влади
- 97 — Парламент
- 98 — Генеральний секретаріат
- 99 — Міністерства

### Військові номерні знаки
Номерні знаки Збройних сил мають ліворуч емблему виду збройних сил та формат 123456 (1-6 цифр). Номерні знаки Армії мають темно-зелене тло, Військово-морських сил — блакитне, Військово-повітряних сил — синє.
| 123456 | 123456 | 123456 |

### Дипломатичні номерні знаки

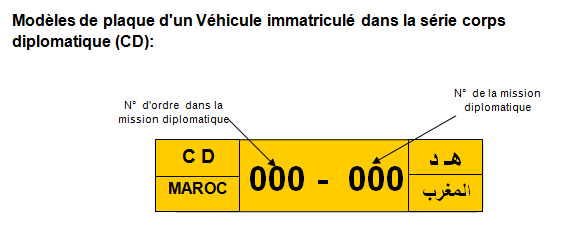
Схема дипломатичного НЗ

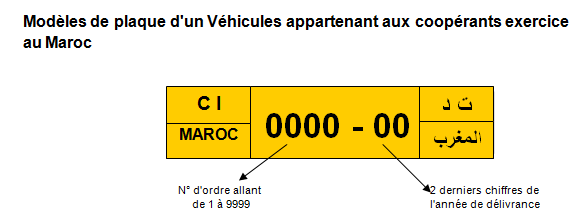
Номерний знак серії СІ

Номерні знаки для дипломатів мають чорні символи на жовтому тлі. В правому боці пластини розташовано код (CC, CMD, CD, OI, PAT) та назву країни MAROC, в лівому — арабський аналог цих написів: код та напис المغرب. Формат дипломатичних номерних знаків має вигляд 123–456, де 123 — порядковий номер (1-3 цифри), 456 — код країни (1-3 цифри).
| Код латинкою | Арабський код | Значення                                  |
| ------------ | ------------- | ----------------------------------------- |
| CMD          | ر ب د         | Голова дипломатичної місії                |
| CD           | ھـ د          | Дипломатичний персонал                    |
| CC           | ھـ ق          | Консульський персонал                     |
| PAT          | م إ ت         | Адміністративний і технічний персонал     |
| OI           | م د           | Регіональні або міжнародні організації    |
| CI           | ت د           | Іноземні компанії (міжнародна кооперація) |

Коди деяких дипломатичних місій:
| Код | Країна            | Код | Країна          | Код | Країна     |
| --- | ----------------- | --- | --------------- | --- | ---------- |
| 1   | Алжир             | 22  | Велика Британія | 43  | Польща     |
| 2   | Німеччина         | 23  | Греція          | 44  | Португалія |
| 3   | Саудівська Аравія | 24  | Гвінея          | 45  | Катар      |
| 4   | Аргентина         | 25  | Угорщина        | 46  | Єгипет     |
| 5   | Австрія           | 26  | Індія           | 47  | N/A        |
| 6   | Бельгія           | 27  | Ірак            | 48  | Румунія    |
| 7   | Бразилія          | 28  | Іран            | 49  | N/A        |
| 8   | Болгарія          | 29  | Італія          | 50  | Судан      |
| 9   | Канада            | 30  | Японія          | 51  | Швеція     |
| 10  | КНР               | 31  | Йорданія        | 52  | Швейцарія  |
| 11  | Південна Корея    | 32  | Кувейт          | 53  | Сирія      |
| 12  | Кот-д'Івуар       | 33  | Ліван           | 54  | Чехія      |
| 13  | Куба              | 34  | Лівія           | 55  | Туніс      |
| 14  | Данія             | 35  | Малайзія        | 56  | Туреччина  |
| 15  | ОАЕ               | 36  | Мавританія      | 57  | Росія      |
| 16  | Іспанія           | 37  | Мексика         | 58  | В'єтнам    |
| 17  | США               | 38  | Нігерія         | 59  | Сербія     |
| 18  | Ефіопія           | 39  | Норвегія        | 60  | N/A        |
| 19  | Фінляндія         | 40  | Оман            | 61  | ООН        |
| 20  | Франція           | 41  | Пакистан        |     |            |
| 21  | Габон             | 42  | Нідерланди      |     |            |

Номерні знаки серії СІ мають чорні символи на жовтому тлі. В правому боці пластини розташовано символ CI та назву країни MAROC, в лівому — арабський аналог цих написів. Формат номерних знаків міжнародних організацій має вигляд 1234-56, де 1234 — порядковий номер (1-4 цифри), 56 — останні дві цифри року придатності номерного знаку до користування.

### Номерні знаки колекційних ТЗ
Номерні знаки колекційних ТЗ мають звичайний формат, але в правому боці пластини, у окремому вікні, розташовано напис سيارة تحفة (автомобіль шедевр) синього кольору.